# Albertia ovagranulata
Albertia ovagranulata är en hjuldjursart som beskrevs av Valovaya 1991. Albertia ovagranulata ingår i släktet Albertia och familjen Dicranophoridae. Inga underarter finns listade i Catalogue of Life.